# 菅原和也
菅原 和也（すがはら かずや、1988年 -）は、日本の小説家・推理作家。茨城県生まれ。
高校を中退後、和食料理店、ピアノバーのバーテンダー、キャバクラのボーイとして働く。2012年、SMや身体改造などを扱ったノワール『さあ、地獄へ堕ちよう』で第32回横溝正史ミステリ大賞を受賞し小説家デビュー。24歳での受賞は同賞史上最年少だった。同時受賞作に河合莞爾 『デッドマン』がある。同賞で大賞受賞作が2作品選出されたのは、2007年以来5年ぶりだった。
目標とする作家は馳星周で、横溝正史ミステリ大賞に応募したのは、馳星周が選考委員をつとめていたから。小説を読むきっかけになったのは殊能将之『ハサミ男』で、この作品を読んでいなかったら小説は書いていなかっただろうと語っている。

## 作品リスト
- さあ、地獄へ堕ちよう（2012年9月 角川書店 / 2014年8月 角川文庫）
- CUT（2013年8月 角川書店）
- 柩の中の狂騒（2014年8月 角川書店）
  - 柩の中に生者はいらない(『柩の中の狂騒』改題。2018年2月 角川文庫）
- ブラッド・アンド・チョコレート (2016年4月 東京創元社ミステリ・フロンティア)
- あなたは嘘を見抜けない (2017年7月 講談社タイガ)
- あなたの罪を数えましょう (2018年12月 講談社タイガ)